# Willie Dunn Jr

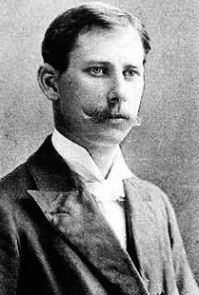

Willie Dunn (Blackheath, 1864 - 1925) was een bekende Schotse golfbaanarchitect uit het einde van de 19de en het begin van de 20ste eeuw.
Willie Dunn was het jongste kind van Willie Dunn Sr (1821-1878), die greenkeeper was op Blackheath tot 1864 en daarna op de Thitle Golf Club. Willie Sr had een tweelingbroer, Jamie Dunn; Willie Jr had een 15 jaar oudere broer, Tom Dunn (1849-1902), die  golfbaanarchitect werd, en vier oudere zusters. Na de geboorte van Willie Jr verhuisde het gezin naar Schotland, waar Willie Sr op de Leith Links ging werken. Daar werd Willie caddie en leerde hij golf te spelen van Tom en van Bob Ferguson, winnaar van het Brits Open in 1880, 1881 en 1882. Van zijn vader leerde Willie Jr golfstokken en golfballen te maken.
Willie Jr werkte kort op Westward Ho! voordat hij in 1886 professional werd en naar Biarritz verhuisde. Daar ontmoette hij William Vanderbilt, die hem uitnodigde naar de Verenigde Staten te komen. Hij mocht een 12-holes golfbaan voor de Shinnecock Hills Golf Club op Long Island aanleggen en werd daar de eerste clubpro/greenkeeper. Later mocht hij een 6-holes damesbaan aanleggen. In 1895 werden de twee banen door hem en zijn broer Tom samengevoegd, zodat er 18 holes waren. Het werd de eerste 18 holesbaan van Amerika. 
De baan werd in 1920 door Harry Colt verder uitgebreid, waarbij veel holes langer werden gemaakt.
In 1890 was hij weer in Engeland en werkte hij een zomer op de Epsom Golf Club.
In 1894 won hij het eerste US Open, maar het toernooi werd achteraf niet als zodanig erkend na onenigheid met St Andrew's. In 1895 werd hij tweede bij de eerste officiële editie van het US Open.

## Golfbanen
- Algona Country Club in Algona, Iowa, 1920
- The Apawamis Club in Rye, NY, 1890
- Maidstone, 1894, alleen de eerste holes
- Ardsley Country Club in Ardsley on Hudson, NY,  1895
- Lakewood Country Club in Lakewood, NJ, 1898
- Ocean City Golf Course in Ocean City, NJ, 1957?
- Saranac Inn Golf & Country Club in Saranac Lake, NY, 1905
- Shinnecock Hills Golf Course in Southampton, NY, 1891 (uitbreiding van 12 naar 18 holes)